# Habib Fardan
Habib Al Fardan (Dubai, 12 de março de 1990) é um futebolista profissional emiratense que atua como defensor.

## Carreira
Habib Fardan fez parte do elenco da Seleção Emiratense de Futebol da Olimpíadas de 2012. E a Copa da Asia de 2015.